# Galešnjak

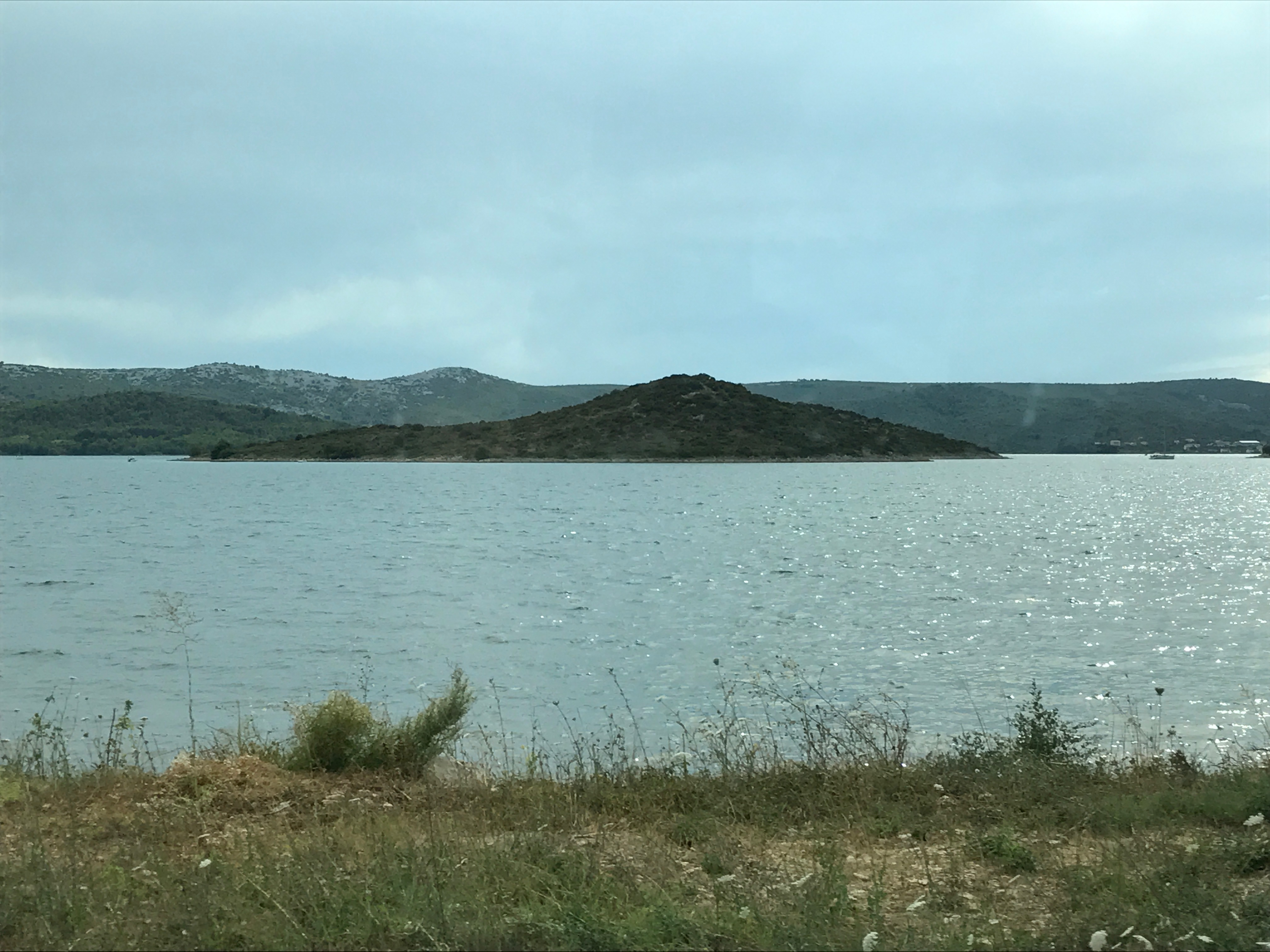

Galešnjak (aussi appelée Île de l'Amour, Île de Cupidon, Otok za Zaljubljene) est une île située dans le canal de Pašman dans l'Adriatique, entre l'île de Pašman et la ville de Turanj sur la Croatie continentale. C'est l'une des rares îles du monde ayant naturellement la forme d'un cœur.

## Géographie
L'île a une superficie de 0,132 km2 et les côtes font 1,55 km de long. L'île se subdivise en deux collines dont la plus haute est à 36 mètres au-dessus du niveau de la mer.

## Histoire
En 1177, le pape Alexandre III, accompagné de ses bateaux, naviguait depuis le sud vers le nord de l'Italie, vers Venise et la partie croate de l'Adriatique. À cette occasion, il a traversé le canal de Pasman. Les galères papales se sont arrêtés sur les îles de Ričul et de Galešnjak. Alors qu'ils avaient jeté l'ancre devant Galešnjak, le pape Alexandre III envoya son messager sur le continent pour informer l'archevêque de Zadar et la ville du jour et de l'heure de son arrivée dans la ville de Zadar.
Galešnjak est une propriété privée et abrite seulement des plantes sauvages et des arbres. Les activités humaines enregistrés sur l'île sont trois éventuels tumulus illyriens et les restes des fondations d'anciennes habitations.
La forme inhabituelle de l'île fut relevée pour la première fois au XIXe siècle par le cartographe de Napoléon Ier Charles-François Beautemps-Beaupré, qui l'inclut dans son atlas de la côté dalmate de 1806 (conservée aujourd'hui à la Bibliothèque nationale et universitaire de Zagreb).
L'île fut mise en avant par Google Earth en février 2009, ce qui la fit connaitre dans le monde entier.